# Калев (волейбольный клуб)
«Калев» (эст. Kalev) — эстонский и советский мужской волейбольный клуб из Таллина.

## История
В 1925 году таллинский «Калев» стал серебряным призёром дебютного чемпионата Эстонии, в котором выступала 21 команда. В 1927 году столичные волейболисты впервые победили в чемпионате страны, а всего за годы Первой Эстонской Республики выиграли девять титулов.
В августе 1946 года в Одессе «Калев» дебютировал в чемпионате СССР, заняв 15-е место среди 19 участников. В 1948—1950 годах Эстонскую ССР в союзных первенствах представлял таллинский «Спартак», а регулярное участие в них «Калева» началось только в 1960-е. В 1961 году в чемпионате СССР класса «А» «Калев» занял последнее, 16-е, место, а в следующем сезоне — 18-е среди 24 участников. В 1963 году команду возглавил Иван Драчёв, ранее руководивший женским «Калевом». Под флагом сборной Эстонской ССР таллинская команда заняла 8-е место на Спартакиаде, а её ключевой игрок, универсал-левша Пеэт Райг впервые был включён в список 24 лучших волейболистов СССР. В 1966 году «Калев» выиграл соревнования во II группе класса «А» и получил право на переход в сильнейший дивизион. В июле 1967 года волейболисты Эстонии вновь стали восьмыми на Спартакиаде.

1968 год. «Калев». Слева направо: Пеэт Райг, Мадис Мыык, Тайву Ульяс, Пеэтер Сепп, Тарви Ульяс, Юло Райдма, Хенн Каритс, Анти Пену, Мартин Краанер, Калле Кукк, Дмитрий Драчёв, Юхан Каламяги, тренер Иван Драчёв

Триумфально для команды Ивана Драчёва сложился чемпионат страны 1968 года. Первенство проходило в четыре круга: два первых — с января по март по туровой системе в залах, третий и четвёртый — с июня по август с разъездами, на открытых площадках и без игроков сборной СССР, проходивших подготовку к Олимпийским играм в Мехико. Зимнюю часть сезона «Калев» завершил на третьем месте, одержав 14 побед при 8 поражениях, а в летней выиграл 18 из 22 матчей, в том числе 14 игр подряд в конце турнира. 29 августа после победы над ЦСКА на московском стадионе «Динамо» и поражения лидировавшего на протяжении почти всего сезона алма-атинского «Буревестника» от одноклубников из Одессы «Калев» выиграл чемпионский титул. За эстонскую команду выступали Станислав Дилакторский, Дмитрий Драчёв, Юхан Каламяги, Хенн Каритс, Мартин Краанер, Калле Кукк, Мадис Мыык, Анти Пену, Пеэт Райг, Юло Райдма, Хейно Рахуоя, Пеэтер Сепп, Тайву Ульяс, Тарви Ульяс, Мати Яанус. В список 24 лучших волейболистов СССР по итогам сезона вошли Райг, Кукк и Сепп.
После завершения чемпионского сезона «Калев» покинули Юхан Каламяги, Станислав Дилакторский, Хейно Рахуоя и Мати Яанус. В 1969 году таллинская команда совершила турне по Италии, в котором одержала 4 победы над сильнейшими клубами страны, и дебютировала в Кубке европейских чемпионов, обыграв в первом раунде хельсинкский «Юханнексен Пойят» (3:0, 3:0) и уступив в 1/8 финала чемпионам ГДР из СК «Лейпциг» (1:3, 1:3). В чемпионате СССР подопечные Ивана Драчёва заняли 7-е место. В сезоне-1969/70 «Калев» вновь включился в борьбу за медали: после первого круга чемпионата СССР команда входила в тройку сильнейших, выиграв 8 из 11 матчей, однако во втором и третьем кругах потерпела по 7 поражений и к концу турнира лишилась шансов на пьедестал. Капитан «Калева» Пеэт Райг, в четвёртый раз подряд вошедший в список 24 лучших волейболистов СССР, получил вызов в национальную сборную и сыграл на чемпионате мира в Болгарии.
Как отмечали специалисты, эстонский коллектив в свои лучшие годы демонстрировал быструю, комбинационную, тактически гибкую игру, часто атаковал с первой передачи, предпочитал силе игровой интеллект, импровизацию и хитрость. Благодаря работе Таллинского спортивного интерната, в котором под руководством тренера Раймунда Пунди обучались наиболее перспективные юные волейболисты со всей республики, «Калев» получал отлично подготовленный резерв. Победителями молодёжных чемпионатов Европы становились игроки «Калева» Уно Тийт (1969), Вильяр Лоор (1971, 1973), Аво Тасане (1971), Андрес Кару (1975), Юри Рохилайд (1977), Яанус Лиллепуу (1982), а чемпионами мира среди молодёжи — Юри Рохилайд (1977) и Ааре Салумаа (1981).
В 1971 году «Калев» неудачно выступил в чемпионате СССР, финишировав предпоследним, но на Спартакиаде в Москве, ставшей последним турниром в карьере Пеэта Райга и первым на взрослом уровне для Вильяра Лоора, эстонские волейболисты заняли 6-е место.
В 1972—1974 годах команда представляла Маардуский химический комбинат и выступала в чемпионатах СССР как «Калев» (Маарду). Неудачное выступление в чемпионате СССР 1972 года привело к увольнению тренера Ивана Драчёва. В следующем сезоне под руководством Аго Калде «Калев» в третий раз подряд занял предпоследнее место и, проиграв в переходных матчах ленинградскому «Динамо», выбыл из высшей лиги. Вильяр Лоор впервые попал в список 24 лучших волейболистов СССР и не покидал его ещё целое десятилетие. В 1974 году командой руководил Пеэт Райг, а в 1975-м в коллектив вернулся Иван Драчёв. К этому времени из игроков, становившихся чемпионами СССР, в составе оставались только Калле Кукк и Пеэтер Сепп, ушёл из команды и Лоор, дебютировавший в 1975 году в ЦСКА и сборной СССР.
В 1977 году «Калев», во многом благодаря вернувшемуся на один сезон Вильяру Лоору, выиграл соревнования в первой лиге, однако задержаться в дивизионе сильнейших команде не удалось: весной 1978 года таллинская команда заняла 5-е место в переходном турнире с участием 4 аутсайдеров высшей лиги и 4 лучших команд первой лиги.
Весной 1981 года Ивана Драчёва в должности главного тренера сменил его бывший ассистент Лаймонс Раудсепп. Состав команды резко омолодился, что на первых порах негативно сказывалось на результатах. В сезоне-1984/85 в Таллин в очередной раз вернулся Вильяр Лоор, ставший к тому времени чемпионом Олимпийских игр в Москве (1980), двукратным чемпионом мира и пятикратным чемпионом Европы. «Калев» занял второе место в первой лиге и обыграл в переходных матчах киевский «Локомотив». Вернуться в высшую лигу команде вновь удалось лишь на один сезон. В самом начале чемпионата СССР 1986 года трое её игроков — Аво Кеэль, Парри Крууда и капитан команды Рейн Линк за нападение на дежурного по общежитию Таллинского политехнического института были арестованы и впоследствии наказаны лишением свободы на сроки от трёх до четырёх лет. Обескровленный «Калев» занял в чемпионате последнее место и покинул высшую лигу. В конце 1986 года завершил игровую карьеру Вильяр Лоор. В 1987—1988 годах Линк, Крууда и Кеэль были амнистированы.
В 1990 году «Калев» занял 6-е место в первой лиге, после чего команда фактически распалась: Лаймонс Раудсепп возглавил финский клуб «Ваммала», большинство игроков также переехали в Финляндию, а ещё годом ранее Яанус Лиллепуу, победитель Игр доброй воли (1986) и чемпион Европы (1987) в составе сборной СССР, пополнил состав итальянской «Болоньи». В 2000 году Раудсепп стал главным тренером таллинского «Сильвестра», который в 2006 году только на один сезон был переименован в «Каргохантерс-Калев». Возвращение славного имени не сопутствовало успеху: команда Раудсеппа заняла 5-е место в чемпионате Эстонии и 8-е — в «Шенкер-лиге», а ещё через год «Сильвестр» прекратил существование.

## Результаты в чемпионатах СССР
Полужирным выделены сезоны, проведённые в высшем дивизионе. В 1972—1974 годах команда представляла Маарду, в 1986—1987 годах носила название ШВСМ «Калев».
- 1946 — 15-е место
- 1947 — II группа, 2-е место
- 1953 — 17-е место
- 1955 — класс «Б», 4-е место
- 1960 — класс «Б»,  1-е место
- 1961 — класс «А», 16-е место
- 1961/62 — класс «А», 18-е место
- 1965 — класс «А», 12-е место
- 1966 — класс «А», II группа,  1-е место
- 1968 — класс «А», I группа,  1-е место
- 1968/69 — класс «А», I группа, 7-е место
- 1969/70 — класс «А», I группа, 4-е место
- 1971 — класс «А», I группа, 11-е место
- 1972 — высшая лига, 11-е место
- 1973 — высшая лига,  11-е место
- 1974 — первая группа, 2-е место
- 1975 — первая группа, 6-е место
- 1976 — первая группа, 7-е место
- 1977 — первая лига,  1-е место
- 1978 — высшая лига,  13-е место
- 1978/79 — первая лига, 5-е место
- 1979/80 — первая лига, 6-е место
- 1980/81 — первая лига, 5-е место
- 1982 — первая лига, 9-е место
- 1982/83 — первая лига, 9-е место
- 1983/84 — первая лига, 4-е место
- 1984/85 — первая лига,  2-е место
- 1985/86 — высшая лига,  12-е место
- 1987 — первая лига, 5-е место
- 1987/88 — первая лига, 12-е место
- 1988/89 — первая лига, 5-е место
- 1989/90 — первая лига, 6-е место

## Достижения
- Чемпион Эстонии (1927, 1929, 1931, 1933, 1935, 1936, 1937, 1938, 1939).
- Чемпион СССР (1968).
- Чемпион Эстонской ССР (1945, 1946, 1947, 1953, 1962, 1963, 1965, 1966, 1967, 1968, 1971, 1972, 1975).
- Обладатель Кубка Эстонской ССР (1959, 1963, 1971).